# Friedrich Wilhelm Winzer
Friedrich Wilhelm Winzer (* 8. März 1811 in Mellenbach; † 2. März 1886 in Wismar) war ein deutscher Orgelbaumeister.

## Leben
Friedrich Wilhelm Winzer wurde in Mellenbach geboren. Seine Eltern waren der Zimmermann Johann Michael Winzer, seine Mutter war Catharine Margarethe Winzer, geb. Francke. Winzer erhielt seine Ausbildung bei Johann Friedrich Schulze in Paulinzella und war auch mehrere Jahre dessen Mitarbeiter. Weitere Firmen, in denen Winzer tätig war, sind nicht bekannt. So arbeitete er auch an den Orgeln in Halberstadt und Wismar. Nach dem Bau der Orgel in der Wismarer Marienkirche ließ er sich 1840 nieder und baute sich dort eine Werkstatt auf. Am 19. Juli 1841 wird Winzer Bürger der Stadt Wismar. Er orientierte sich an den damals fortschrittlichen Prinzipien des Orgelbautheoretikers Johann Gottlob Töpfer, eines Freundes von Franz Liszt.
In Wismar heiratete er am 23. August 1846 in der Marienkirche seine Frau Louise Elisa Sophie Winzer, geb. Reinke. Sie wurde am 14. Mai 1828 in Mittel Wendorf (Gemeinde Proseken) geboren. Die beiden bekamen einen Sohn, Louis Friedrich Winzer. Dieser wurde am 7. November 1847 in Wismar geboren. Kurz nach der Geburt des Kindes, am 16. November 1847, verstarb Winzers Frau Louise im Alter von 19 Jahren. Louis Winzer verließ am 1. September 1866 Mecklenburg in Richtung New York. Mit dem Schiff „Palmerson“ fuhr er von Hamburg nach Amerika (New York). Als Beruf wird Commis (von frz. commis = Gehilfe) angegeben. Dies ist eine veraltete Bezeichnung für einen Kontoristen, Handlungsgehilfen oder kaufmännischen Angestellten. Weitere Daten über ihn sind bisher unbekannt.
Am 25. Oktober 1850 heiratete Winzer die Schwester seiner verstorbenen Frau. Wilhelmine Marie Henriette Winzer, geb. Reinke, wurde am 7. Mai 1831 in Mittel Wendorf (Gemeinde Proseken) geboren. Die beiden bekamen einen Sohn. Richard Carl Friedrich Winzer wurde am 13. Januar 1863 in Wismar geboren. Nach der Konfirmation und dem Abitur studierte er Mathematik in Tübingen, Rostock und Leipzig. 1886 veröffentlichte er seine Dissertation mit dem Titel: „Zur Transformation der elliptischen Funktionen, insbesondere der Transformation dritten und neunten Grades.“ (Rostock, Adler 1886). Prof. Dr. Richard Winzer wirkte später als Lehrer in Teterow und Hamburg-Harburg. Dort starb er am 5. Januar 1942.
Winzers zweite Ehefrau Wilhelmine verstarb am 22. Januar 1871 im Alter von 40 Jahren an der Schwindsucht. Winzer setzt sich nach dem Tod seiner zweiten Ehefrau zur Ruhe. Er verkaufte seine Werkstatt im Frühjahr 1873 an den Stralsunder Orgelbauer Friedrich Albert Mehmel. Dieser betrieb dort eine Filiale seines Geschäfts. Am 2. März 1886 verstarb Winzer in Wismar kurz vor seinem 75. Geburtstag.

## Schüler (Auswahl)
Der Orgelbauer Edmund Bruder (1845–1911) wirkte spätestens ab 1869 in der winzerschen Werkstatt mit. Bei der mecklenburgischen Volkszählung 1867 ist sein Name noch nicht zu finden. Auch nach der Übernahme der winzerschen Werkstatt durch Friedrich Albert Mehmel 1873 blieb er dort tätig. 1877 machte sich Edmund Bruder in Wismar selbstständig, als zweiter Orgelbauer neben Mehmels Werkstatt.
Der Orgelbauer Carl Börger (1846–1917) lernte ebenfalls bei Winzer. 1867 wird er als Holz-Arbeiter geführt und absolvierte wohl eine Lehre beim Vater, der Tischler war. Nach seiner Lehrer bei Winzer richtete er sich 1873 eine eigene Werkstatt in Toitenwinkel ein und verlegte diese später nach Gehlsdorf. 1900 erwarb er das Geschäft von Julius Schwarz aus Rostock und fusionierte es mit seinem.

## Neubauten (Auswahl)
Von Friedrich Wilhelm Winzer hat sich kein Werkverzeichnis erhalten. Nach derzeitigem Kenntnisstand hat er 40 Orgeln erbaut, von denen 29 bis heute erhalten sind, 11 Instrumente sind entweder im Zweiten Weltkrieg zerstört worden oder wurden im Laufe der Zeit durch neue Instrumente ersetzt. Ein Großteil seiner Instrumente wurde in den vergangenen Jahren restauriert. Nur noch die sieben Orgeln in Damshagen, Kröpelin, Passee, Schorrentin, Kavelstorf, Serrahn und Herzfeld warten auf eine Restaurierung. Die kursiv gedruckten Instrumente sind zerstört oder so stark umgebaut, dass sie nicht mehr als Winzer-Orgel gelten können.
| Opus | Jahr | Ort                    | Kirche                     | Bild | Manuale | Register   | Bemerkungen |
| ---- | ---- | ---------------------- | -------------------------- | ---- | ------- | ---------- | --- |
| 0    | 1840 | Wismar                 | Marienkirche               |      | III/P   | 56         | Winzer stellt als Geselle für die Firma Schulze aus Paulinzella die große Orgel der Wismarer Marienkirche auf. Die Orgel wird 1903 von Ernst Röver pneumatisiert und um zwei Register erweitert. Die Kirche samt Orgel wird am 14. April 1945 vernichtet. Das Werk kann nicht als ein Werk Winzers gerechnet werden, aber es bildet den Grund seines Wirkens in Wismar und Umgebung. |
| 1    | 1841 | Weitendorf             | Schlosskirche              |      | I/aP    | 5          | Die Orgel ist erhalten. Sie wurde 2008 durch Giso Weitendorf aus Schwann restauriert. August Neuburger hat sich mit einer Inschrift in die Windlade eingetragen. |
| 2    | 1843 | Bützow                 | Gefängniskirche            |      | I       | ?          | Die Orgel ist nicht erhalten. Am 28. Mai 1842 erfolgte die Weihe der Kirche der Großherzoglich Mecklenburg Schwerinschen Landesstrafanstalt zu Dreibergen. Sie befand sich im Andachtsraum im dritten Stock des Hauptgebäudes. Die Anstalt hatte 1944 zwei Orgeln! Die von Winzer stand im Zuchthaus. Die Disposition ist derzeit noch nicht bekannt. Auf dem Bild lassen sich 2x9 Registerzüge erkennen und ein Manual. Die zweite Orgel stand im Frauengefängnis mit zwei Manualen und vier Registern.                                                                                                   |
| 3    | 1843 | Brüel                  | Stadtkirche                |      | I/P     | 7 + 5 Tr.  | Die Orgel ist erhalten. 1992/93 fand eine Restaurierung durch Schuke (Potsdam) statt. Alle fünf Pedalregister sind Transmissionen aus dem Manual. Wahrscheinlich gab es die Bestrebungen das Pedalwerk in dem großen Gehäuse zu einem späteren Zeitpunkt eigenständig einzurichten. Dies ist jedoch nicht vollzogen worden. |
| 4    | 1844 | Damshagen              | St.-Thomas-Kirche          |      | I/P     | 5 + 1 Tr.  | Die Orgel ist verändert erhalten. 1974 erfolgte Umbau durch Wolfgang Nußbücker. Eine Restaurierung wäre notwendig. |
| 5    | 1844 | Sanitz                 | Dorfkirche Sanitz          |      | I/P     | 6 + 1 Tr.  | Die Orgel ist nicht erhalten. 1969 erfolgte eine Neubau durch die Firma Sauer-Orgelbau aus Frankfurt/Oder als Opus 1.880. |
| 6    | 1844 | Zarrentin am Schaalsee | Klosterkirche              |      | II/P    | 19         | Die Orgel ist erhalten. Winzer baute 15 Register und ließ vier Schleifen unbesetzt. 1886 erfolgte eine Reinigung der Orgel durch Franz Beyer. 1993 wurde ein Register eingebaute. 2014 erfolgte durch Firma Wegscheider aus Dresden eine Restaurierung, wobei die letzten drei fehlenden Register eingebaut wurden. Dabei wurden Orgelpfeifen aus der Wismarer Winzer-Orgel weiterverwendet. |
| 7    | 1845 | Kröpelin               | Stadtkirche Kröpelin       |      | II/P    | 14         | Die Orgel ist erhalten. Zwei Register der Orgel wurden umdisponiert. Bei der Kirchensanierung wurde die originale Farbigkeit des Prospektes wiederhergestellt. Das Orgelwerk an sich wartet noch auf eine Restaurierung. |
| 8    | 1845 | Hohenkirchen           | Kirche                     |      | II/P    | 15         | Die Orgel ist erhalten. 1960 wurden zwei Register der Orgel umdisponiert. Sie wurde 2006 durch Andreas Arnold aus Plau am See restauriert und dabei die Originaldisposition wiederhergestellt. |
| 9    | 1846 | Wismar                 | Stadtschule                |      | I/aP    | 5          | Die Orgel ist nicht erhalten. Die Disposition von Winzer ist bekannt. 1894 erfolgte im Zusammenhang mit dem Neubau der Schule ein Orgel-Neubau durch Edmund Bruder. Der Verbleib der Winzer-Orgel ist unklar. Die alte Schulorgel wurde bereits 1842 nach Demern verkauft. Diese Orgel wurde 1884 durch eine Orgel von Mehmel ersetzt. |
| 10   | 1847 | Schönberg              | St. Laurentius             |      | II/P    | 26         | Die Orgel ist erhalten. Sie ist die größte erhaltene Winzer-Orgel. 1895 erfolgte eine Neuintonation der Orgel durch Grünberg. 1911 arbeitete Kempper aus Lübeck an der Orgel. 2006 bis 2008 erfolgte die Restaurierung des gesamten Instrumentes durch die Firma Schuke aus Potsdam. → Orgel |
| 11   | 1848 | Wittenburg             | St. Bartholomäus           |      | II/P    | 23         | Die Orgel ist erhalten. Die Orgel stand ehemals über dem Altar der Kirche. 1937 wurde die Orgel durch Marcus Runge auf die Westempore versetzt. Dabei wurde ein Register im Oberwerk der Orgel und die beiden Mixturen der Orgel verändert. 1995–1997 restaurierte Firma Schuke die Orgel und lieferte neue Prospektpfeifen in Zinn, leider mit einem ahistorischen Labienverlauf. 2023 erfolgte eine Generalüberholung der Orgel nach der Kirchenrestaurierung durch Andreas Arnold aus Plau am See. |
| 12   | 1850 | Wismar                 | Georgenkirche              |      | I/P     | 6 + 1 Tr.  | Die Orgel ist nicht erhalten. Sie stand in der Wismarer Georgenkirche als Interimsinstrument, weil die Kröger-Orgel seit Mitte des 19. Jahrhunderts nicht mehr spielfähig war. Nach dem Neubau durch Mehmel in St. Georgen wurde die Orgel 1888 in die Heiligen-Geist-Kirche versetzt. Dort war sie bis zum Neubau von Böhm aus Gotha, 1968, in Gebrauch. Das genaue Baudatum ist unsicher. |
| 13   | 1850 | Lübow                  | Dorfkirche Lübow           |      | II/P    | 9 + 1 Tr.  | Die Orgel ist erhalten. 1997 erfolgte eine Restaurierung durch Wolfgang Nußbückeraus Plau am See. |
| 14   | 1851 | Rostock                | Jakobikirche               |      | III/P   | 39         | Die Orgel ist nicht erhalten. Der von Winzer vollzogene Umbau ist als Neubau unter Zuhilfenahme von Altmaterial zu betrachten. WInzer behält den Prospekt bei, baut teilweise neue Windladen, behält aber auch einige alte bei. Er baute 20 neue Register und intonierte die anderen Register sämtlichst um. Die Spiel- und Registertraktur wurde neu gebaut. Beschrieben wird die Orgel in der Urania 1853, Nr. 1, S.1ff. Das Instrument wurde am 26. April 1942 zerstört. |
| 15   | 1852 | Lichtenhagen           | Dorfkirche Lichtenhagen    |      | II/P    | 8 + 1 Tr.  | Die Orgel ist nicht erhalten. Die Beschreibung der Orgel ist in der Urania 1853, Nr. 10, S.97ff zu finden. Die Orgel wurde bei der Kirchenrestaurierung samt Empore abgerissen um Platz zu machen für einen Neubau der Firma Jehmlich aus Dresden (II/P/16) op. 964 von 1976. |
| 16   | 1855 | Camin                  | Dorfkirche                 |      | II/P    | 11         | Die Orgel ist teilweise erhalten. 1921 erfolgte durch Marcus Runge ein großer Umbau. Beibehalten wurde das Gehäuse und 11 Register von Winzer. Der ursprüngliche Zustand sowie die genaue Disposition sind weiterhin unklar. Runge fügte noch ein zwölftes Register hinzu. 2011 wurde der gewachsene Zustand durch Andreas Arnold aus Plau am See restauriert. |
| 17   | 1856 | Stralendorf            | ehemals Dorfkirche         |      | I/P     | 6 + 1 Tr.  | Die Orgel ist erhalten. Notiz auf der unteren Balgplatte: Reparatur der Bälge den 7ten Mai 1883 durch Heinrich Goerlach zur Zeit in Stralsund bei H. Mehmel Orgelbauer daselbst. Die Orgel wurde später in zwei Registern umdisponiert. 1977 erfolgte ein Teilabbau der Orgel. Die Orgel befindet sich seit 2003 im Mecklenburgischen Orgelmuseum. → Orgel Die Orgel ist spielbar, die originale Disposition ist bislang nicht wieder hergestellt. |
| 18   | 1857 | Rostock                | Nikolaikirche (Rostock)    |      | III/P   | 36         | Die Orgel ist nicht erhalten. Auch hier ist der von Winzer vollzogene Umbau als Neubau unter Zuhilfenahme von Altmaterial zu betrachten. Beschrieben wird die Orgel in der Urania 1858, Nr. 4, S. 51ff. 1894 wurde die Orgel von Julius Schwarz auf Pneumatik umgebaut und um ein Register erweitert auf III/P/37. Die Orgel wurde am 26. April 1942 zerstört. |
| 19   | 1857 | Passee                 | Dorfkirche Passee          |      | II/P    | 11         | Die Orgel ist erhalten. Die 1917 entfernten Prospektpfeifen der Orgel wurden nie ersetzt. Im Frühjahr 2023 erfolgte eine Spielbarmachung durch ehrenamtliche Kräfte. Eine Restaurierung wird angestrebt. → Orgel |
| 20   | 1859 | Hohen Viecheln         | Dorfkirche Hohen Viecheln  |      | II/P    | 13 + 2 Tr. | Die Orgel ist erhalten. 1995/1997 erfolgte eine Überholung durch Christian Scheffler, 2016/17 erfolgte die Restaurierung durch Reinalt Johannes Klein |
| 21   | 1860 | Schorrentin            | Dorfkirche Schorrentin     |      | I/P     | 5 + 1 Tr.  | Die Orgel ist erhalten. Sie wurde 1952 durch Sauer-Orgelbau umdisponiert. Eine Restaurierung der Orgel wäre wünschenswert, auch hier fehlen, wie in Passee die Prospektpfeifen der Orgel. |
| 22   | 1860 | Friedrichshagen        | Dorfkirche Friedrichshagen |      | I/P     | 5 + 1 Tr.  | Die Orgel ist erhalten. Sie hat eine sehr ähnliche Bauweise wie die Orgel in Schorrentin. 2015 erfolgte die Restaurierung durch Andreas Arnold aus Plau am See. |
| 23   | 1861 | Zurow                  | Dorfkirche                 |      | I/P     | 9 + 1 Tr.  | Das barocke Gehäuse stammt aus der Nicolaikirche Wismar und wurde dort 1737 von dem Lübecker Orgelbauer Christoph Erdmann Vogel an die Hantelmann-Orgel von 1707 hinzugefügt. Bei dem Orgelneubau durch Winzer, welcher 1862 fertiggestellt worden ist, wurde wahrscheinlich im Vorfeld das Rückpositiv abgetrennt und in Zurow aufgestellt. Winzer verwendete die beiden alten Windladen und einige alte Register von Vogel weiter. 1917 wurden die Prospektpfeifen abgeliefert. 2011 restaurierte die Firma Wegscheider aus Dresden die Orgel.                                                           |
| 24   | 1861 | Schwaan                | St. Paulus (Schwaan)       |      | II/P    | 21         | Die Orgel ist erhalten. Sie ist bis auf die 1917 abgegeben und in Zink ersetzten Prospektpfeifen im Original erhalten. 2022 erfolgte durch Firma Wegscheider aus Dresden die Sanierung des Instruments. Sie ist die größte erhaltene Winzer-Orgel mit unveränderter Intonation. |
| 25   | 1862 | Wismar                 | Nikolaikirche (Wismar)     |      | II/P    | 34         | Die Orgel ist nicht erhalten. 1895 erfolgte ein technischer Neubau durch Ernst Röver mit Übernahme aller Register von Winzer. Röver fügte nur zwei Register hinzu. 1985 wurde die Mende-Orgel aus der Freiberger Petrikirche vor die Röver-Winzer-Orgel gesetzt. Dazu wurden alle Pfeifen des Hauptwerkes entfernt und die Windlade von Röver zur Hälfte längs weggeschnitten. Die Register des Pedals und des Oberwerkes von Röver und Winzer blieben erhalten. Einige von Ihnen sind in der 2010 erbauten Chororgel erhalten geblieben oder wurden bei der Restaurierung der Orgel in Zarrentin genutzt. |
| 26   | 1862 | Bützow                 | Reformierte Kirche         |      | I/P     | 6 + 1 Tr.  | Die Orgel ist erhalten. 2016 erfolgte die Restaurierung durch Andreas Arnold aus Plau am See. Sie hat noch die originalen Prospektpfeifen von 1862. |
| 27   | 1863 | Kavelstorf             | Dorfkirche Kavelstorf      |      | II/P    | 9 + 1 Tr.  | Die Orgel ist erhalten. Sie wurde um 1900 von Carl Börger um 2 Register erweitert im 2. Manual erweitert, zudem wurde ein Register von Börger ausgetauscht. 1992 erfolgte eine Reinigung durch dir Firma Kemper aus Lübeck. Eine Restaurierung steht noch aus. |
| 28   | 1863 | Peckatel               | Dorfkirche                 |      | I/P     | 8 + 1 Tr.  | Die Orgel ist erhalten. Die Orgel ist bis auf die Prospektpfeifen unverändert erhalten geblieben. In dieser Orgel ist Winzers einzige Zartflöte erhalten geblieben. 2014 wurde die Orgel von Andreas Arnold aus Plau am See restauriert. |
| 29   | 1863 | Serrahn                | Dorfkirche Serrahn         |      | II/P    | 13         | Die Orgel ist erhalten. Winzer verwendete den Prospekt, die Windladen des Hauptwerks und den Subbass 16´ von der 1740 erbauten Vorgänger-Orgel. Eine Restaurierung der Orgel steht noch aus. |
| 30   | 1864 | Kladow (Crivitz)       | Dorfkirche                 |      | I       | 2          | Die Orgel ist erhalten. Sie ist Winzers kleinste erbaute Orgel ohne Pedal! |
| 31   | 1865 | Groß Markow            | Kirche Groß Markow         |      | I/P     | 5 + 1 Tr.  | Die Orgel ist erhalten Die Anordnung der Prospektpfeifen ist nicht original. Die vergitterten Felder waren ursprünglich auch mit Pfeifen besetzt. |
| 32   | 1866 | Slate                  | Dorfkirche                 |      | I/P     | 5 + 1 Tr.  | Die Orgel ist nicht erhalten. 1974 erfolgte eine Neubau durch Wolfgang Nußbücker aus Plau am See. |
| 33   | 1867 | Gressow                | Dorfkirche                 |      | II/P    | 10 + 1 Tr. | Die Orgel ist erhalten. 2020 erfolgte die Restaurierung durch Andreas Arnold aus Plau am See. Der Prospekt der Orgel ist fast baugleich von Winzer in Kavelstorf (1863) und Lüssow (1871) benutzt worden. Friedrich Albert Mehmel verwendet diesen Prospekt 1875 in Vorland und 1883 in Pötrau bei von ihm gebauten Orgeln. Mehmel benutze nach der Werkstattübernahme Winzers wohl auch dessen vorhandene Baupläne und Mitarbeiter. |
| 34   | 1868 | Proseken               | Dorfkirche Proseken        |      | II/P    | 19         | Die Orgel ist erhalten. 2019 erfolgte die Restaurierung durch Andreas Arnold aus Plau am See. |
| 35   | 1869 | Rethwisch              | Dorfkirche Rethwisch       |      | I/P     | 5 + 1 Tr.  | Die Orgel ist nicht erhalten. 1962 erfolgte eine so eingreifender Umbau durch die Firma Sauer aus Frankfurt/Oder (II/P/11), dass die Rethwicher Orgel nicht mehr als Winzer-Orgel bezeichnet werden kann. Der Prospekt von Winzer ist erhalten. |
| 36   | 1869 | Kalkhorst              | Dorfkirche Kalkhorst       |      | II/P    | 13         | Die Orgel ist erhalten. Sie wurde von Winzer hinter dem Prospekt von Hans Hantelmann (1732) erbaut. Von Carl Börger wurde die Orgel um drei Register auf 16 Register erweitert. Dieser Zustand wurde 2008 bei der Restaurierung durch Andreas Arnold aus Plau am See, beibehalten. |
| 37   | 1870 | Herzfeld               | Dorfkirche                 |      | I/P     | 4 + 1 Tr.  | Die Orgel ist erhalten. Eine Restaurierung der Orgel steht noch aus. Auch in dieser Orgel fehlen noch die 1917 entwendeten Prospektpfeifen. |
| 38   | 1870 | Rerik                  | Kirche Rerik               |      | II/P    | 15         | Die Orgel ist nicht erhalten. Winzer erbaut hinter dem Gehäuse von Christian Friedrich Colbow aus Wismar (1780) seine neue Orgel. Die Mechanik und Laden von Winzer erhalten. 1974 baute die Firma Schuke aus Potsdam komplett neues Pfeifenwerk. Einige Pfeifen von Winzer sind erhalten geblieben. Man kann aber klanglich nicht mehr von einer Winzer-Orgel sprechen. |
| 39   | 1871 | Lüssow                 | Dorfkirche Lüssow          |      | II/P    | 9 + 1 Tr.  | Die Orgel ist erhalten. 1997 erfolgte die Restaurierung durch Wolfgang Nußbücker aus Plau am See. |
| 40   | 1871 | Klütz                  | Marienkirche               |      | II/P    | 20         | Die Orgel ist erhalten. 2020 restaurierte Reinalt Klein aus Lübeck die Orgel. Es handelt sich dabei um die letzte von Winzer erbaute Orgel. |

## Reparaturen und Umbauten
Die Daten stammen aus der unten genannten Literatur und vom Orgelsachverständigen des Kirchenkreises Mecklenburg Friedrich Drese.
| 1840    | Dreveskirchen, Dorfkirche    | 1755 Schmidt       | Umbau     |
| 1842    | Rostock, Marienkirche        | 1793 Marx          | Reparatur |
| 1847    | Lübeck, Dom                  | 1696 Arp Schnitger | Reparatur |
| 1846/47 | Güstrow, Pfarrkirche         | 1764 Schmidt       | Reparatur |
| 1849    | Neukirchen, Dorfkirche       | 1768 Schmidt       | Umbau     |
| 1851    | Wustrow, Dorfkirche          | 1833 Friese I      | Umbau     |
| 1852    | Bad Sülze, Stadtkirche       | 1775 Kersten       | Umbau     |
| 1852    | Rostock, Marienkirche        | 1793 Marx          | Reparatur |
| 1853    | Cammin, Dorfkirche           | 1722 Hantelmann    | Umbau     |
| 1854    | Schlagsdorf, Dorfkirche      | 1803 Nolte (HL)    | Umbau     |
| 1854    | Kirchdorf (Poel), Dorfkirche | 1704 Hantelmann?   | Umbau     |
| 1857    | Hohen Luckow, Dorfkirche     | 1772 Schmidt       | Umbau     |
| 1857    | Laage, Stadtkirche           | 1795 Friese I      | Umbau     |
| 1859    | Belitz, Dorfkirche           | 1786 Kersten       | Umbau     |
| 1865    | Rostock, Petrikirche         | 1735 Sperling      | Umbau     |

## Nachwirkung
In Anlehnung an die Orgeln Winzers, insbesondere die der Schönberger Winzer-Orgel, entstand 2022–2024 für die St.-Peters-Kirche in Lieto (Finnland) durch die Werkstatt Alexander Schuke, Potsdam, eine mechanische Schleifladenorgel mit 26 Registern auf 2 Manualen und Pedal.